# Роман Прохазка
Роман Прохазка (роден на 14 март 1989 г.) е словашки професионален футболист, играещ като полузащитник. Състезава се за Спартак Търнава и е част от Националния отбор по футбол на Словакия.

## Кариера
Юноша е на Спартак (Търнава), като дебютира за мъжкия отбора, когато е на 18 години в мач срещу Елдус Моченок. Изиграва над 100 мача за Спартак, като достига и до националния отбор. През юни 2012 преминава в Левски (София) и подписва договор за 3 години. Само година по-късно е пратен под наем в Спартак (Търнава) за един сезон. През сезон 2014/2015 се завръща в Левски като става основна част от отбора. Сезонът за Левски е лош и завършват на 7-о място, а Прохазка изиграва 33 мача, в които вкарва 4 пъти. Левски стига до финал за купата на България срещу Черно море, но в 120-ата минута мача е загубен с 1-2. Ръководството решава че ще задържи словака и договорът му е удължен до началото на 2016. Сезон 2015/16 е горе-долу успешен за Левски и Прохазка – тимът завършва 2-ри, а Прохазка записва 34 мача и вкарва 8 гола. Също така в края на 2015 контрактът на играча е продължен до лятото на 2018. Тимът играе клалификации за Лига Европа в началото на следващия сезон, но отпада рано. Сезон 2016/2017 също е успешен. Левски побеждава кръвният враг ЦСКА, а Прохазка изиграва общо 32 мача и отново вкарва 8 пъти, като тимът завършва 3-ти. Към 06.02.2018 г. има 26 официални мача за Левски, 3 гола и 5 асистенции.

### Национален отбор
Прохазка дебютира за Националния отбор по футбол на Словакия на 10 август 2011 г. Влиза като смяна при победата с 2 – 1 над Австрия.